# Керимжанов, Олжас Бакытжанулы
Олжа́с Бакытжа́нулы Керимжа́нов (каз. Олжас Бақытжанұлы Керімжанов; род. 16 мая 1989, Аса, Джамбулская область) — казахстанский футболист, защитник клуба «Шахтёр».

## Карьера
Футбольную карьеру начал в 2010 году в составе клуба «Локомотив» Астана.
В 2012 году играл за «Ак Булак».
В 2013 году стал игроком клуба «Окжетпес».
В 2015 году перешёл в «Кыран», за который провёл 9 матчей в Первой лиге.
В 2016 году подписал контракт с клубом «Кайсар».
В начале 2017 года перешёл в «Жетысу».

## Достижения
«Жетысу»
- Победитель первой лиги: 2017

## Статистика выступлений

### Клубная карьера
| Клуб                | Сезон               | Лига | Лига | Кубки | Кубки | Еврокубки | Еврокубки | Итого | Итого |
| Клуб                | Сезон               | Игры | Голы | Игры  | Голы  | Игры      | Голы      | Игры  | Голы  |
| ------------------- | ------------------- | ---- | ---- | ----- | ----- | --------- | --------- | ----- | ----- |
| Иле-Саулет          | 2008                | —    | —    | —     | —     | —         | —         | —     | —     |
| Иле-Саулет          | Итого               | —    | —    | —     | —     | —         | —         | —     | —     |
| Кайрат              | 2008                | —    | —    | —     | —     | —         | —         | —     | —     |
| Кайрат              | Итого               | —    | —    | —     | —     | —         | —         | —     | —     |
| Локомотив (Астана)  | 2009                | —    | —    | —     | —     | —         | —         | —     | —     |
| Локомотив (Астана)  | 2010                | 9    | 0    | —     | —     | —         | —         | 9     | 0     |
| Локомотив (Астана)  | Итого               | 9    | 0    | —     | —     | —         | —         | 9     | 0     |
| Окжетпес            | 2010                | 2    | 0    | —     | —     | —         | —         | 2     | 0     |
| Окжетпес            | Итого               | 2    | 0    | —     | —     | —         | —         | 2     | 0     |
| Ак Булак            | 2011                | 18   | 3    | 1     | 0     | —         | —         | 19    | 3     |
| Ак Булак            | 2012                | 5    | 0    | —     | —     | —         | —         | 5     | 0     |
| Ак Булак            | Итого               | 23   | 3    | 1     | 0     | —         | —         | 24    | 3     |
| Окжетпес            | 2013                | 22   | 6    | 1     | 0     | —         | —         | 23    | 6     |
| Окжетпес            | 2014                | —    | —    | —     | —     | —         | —         | —     | —     |
| Окжетпес            | Итого               | 22   | 6    | 1     | 0     | —         | —         | 23    | 6     |
| Всего за «Окжетпес» | Всего за «Окжетпес» | 24   | 6    | 1     | 0     | —         | —         | 25    | 6     |
| Кыран               | 2015                | 9    | 1    | 1     | 0     | —         | —         | 10    | 1     |
| Кыран               | Итого               | 9    | 1    | 1     | 0     | —         | —         | 10    | 1     |
| Булат-АМТ           | 2015                | 7    | 0    | —     | —     | —         | —         | 7     | 0     |
| Булат-АМТ           | Итого               | 7    | 0    | —     | —     | —         | —         | 7     | 0     |
| Кайсар              | 2016                | 18   | 1    | 2     | 0     | —         | —         | 20    | 1     |
| Кайсар              | Итого               | 18   | 1    | 2     | 0     | —         | —         | 20    | 1     |
| Жетысу              | 2017                | 22   | 5    | 4     | 0     | —         | —         | 26    | 5     |
| Жетысу              | 2018                | 16   | 0    | 1     | 0     | —         | —         | 17    | 0     |
| Жетысу              | 2019                | 21   | 1    | 0     | 0     | —         | —         | 21    | 1     |
| Жетысу              | 2020                | 13   | 1    | —     | —     | —         | —         | 13    | 1     |
| Жетысу              | Итого               | 72   | 7    | 5     | 0     | —         | —         | 77    | 7     |
| → Жетысу Б          | 2019                | 1    | 0    | —     | —     | —         | —         | 1     | 0     |
| → Жетысу Б          | Итого               | 1    | 0    | —     | —     | —         | —         | 1     | 0     |
| Туран               | 2021                | 22   | 1    | 2     | 0     | —         | —         | 24    | 1     |
| Туран               | 2022                | 21   | 2    | 5     | 0     | —         | —         | 26    | 2     |
| Туран               | Итого               | 43   | 3    | 7     | 0     | —         | —         | 50    | 3     |
| Атырау              | 2023                | 22   | 0    | 5     | 0     | —         | —         | 27    | 0     |
| Атырау              | 2024                | 23   | 1    | 5     | 1     | —         | —         | 28    | 2     |
| Атырау              | Итого               | 45   | 1    | 10    | 1     | —         | —         | 55    | 2     |
| Всего за карьеру    | Всего за карьеру    | 251  | 22   | 27    | 1     | —         | —         | 278   | 23    |

### Выступления за сборную
| Сборная   | Год   | Отборочные матчи ЧМ | Отборочные матчи ЧМ | Отборочные матчи ЧЕ | Отборочные матчи ЧЕ | Лига наций УЕФА | Лига наций УЕФА | Товарищеские матчи | Товарищеские матчи | Итого | Итого |
| Сборная   | Год   | Игры                | Голы                | Игры                | Голы                | Игры            | Голы            | Игры               | Голы               | Игры  | Голы  |
| --------- | ----- | ------------------- | ------------------- | ------------------- | ------------------- | --------------- | --------------- | ------------------ | ------------------ | ----- | ----- |
| Казахстан | 2019  | −                   | −                   | 1                   | 0                   | −               | −               | −                  | −                  | 1     | 0     |
| Казахстан | 2020  | −                   | −                   | −                   | −                   | 3               | 0               | 1                  | 0                  | 4     | 0     |
| Итого     | Итого | −                   | −                   | 1                   | 0                   | 3               | 0               | 1                  | 0                  | 5     | 0     |